# Марченко, Владимир Александрович
Влади́мир Алекса́ндрович Ма́рченко (укр. Володимир Олександрович Марченко; род. 7 июля 1922, Харьков) — советский и украинский учёный-математик, академик РАН (академик АН СССР с 1987), академик АН УССР (1969).

## Биография
Родился в семье профессора Харьковского сельскохозяйственного института Александра Григорьевича Марченко (1872—1940), в семье уже были старшие дети — Ирина, Дмитрий и Сергей. В 1929 году отец вместе с другими лесниками был осуждён на три года за попытки противодействия вырубке леса, скончался в 1940 году.
В 1939 году Владимир поступил в Ленинградский университет, на физический факультет, и, одновременно, на заочное отделение механико-математического факультета. К лету 1941 года закончил два курса физического факультета и три курса — механико-математического.
В начале войны находился в Харькове. В армию не был призван из-за сильной близорукости. Вместе с матерью и сестрой с маленькой дочерью оказался в оккупированном Харькове. Выживал, меняя вещи на продукты. Сумел наладить кустарное производство спичек.
После освобождения в 1943 году Харькова продолжил учёбу, поступив на 4-й курс математического отделения физмата Харьковского университета.
Окончил Харьковский государственный университет (1945), затем досрочно — аспирантуру. В январе 1948 года защитил кандидатскую диссертацию «Методы суммирования обобщённых рядов Фурье».
В 1951 году представил к защите докторскую диссертацию «Некоторые вопросы теории одномерных линейных дифференциальных операторов второго порядка». Профессор Харьковского университета с 1952.
В 1961 возглавил отдел Физико-технического института низких температур, созданного в 1960 году.
В 1961 году избран членом-корреспондентом, а в 1969 году — действительным членом АН УССР.
С 23 декабря 1987 года — академик АН СССР (отделение математики). Член Норвежского королевского общества наук и литературы (2001).
После смерти Б. Е. Патона 19 августа 2020 года стал старейшим академиком НАНУ.
После смерти И. М. Халатникова 9 января 2021 года стал старейшим академиком РАН.
C 2022 года живёт в Торонто (Канада).

## Награды
- Орден князя Ярослава Мудрого V степени (14 июля 2002)[4], IV степени (20 августа 2007 года)[5] и III степени (24 августа 2017 года)[6]
- Ленинская премия (1962)
- Премия имени Н. М. Крылова АН УССР (1983)
- Государственная премия УССР в области науки и техники (1989)
- Золотая медаль им. В. И. Вернадского НАН Украины (2009)
- Почётный гражданин Харьковской области (2007)[7].

## Научные интересы
Основные работы по спектральной теории дифференциальных операторов, краевым задачам математической физики, теории функций, методам интегрирования нелинейных дифференциальных уравнений, прикладной и вычислительной математике.
Сформулированы и решены новые задачи спектральной теории одномерных операторов Шрёдингера: доказано, что банаховы алгебры, порождённые обобщённым сдвигом изоморфны алгебрам с обычной свёрткой; получена асимптотическая формула для спектральных функций; доказано, что спектральные функции однозначно определяют операторы; исследована устойчивость обратных задач спектрального анализа; решена обратная задача теории рассеяния; в соавторстве с И. В. Островским решена обратная задача для операторов с периодическими потенциалами; найдены характеристические свойства решений Вейля.

## Основные работы
- Некоторые вопросы теории одномерных линейных дифференциальных операторов второго порядка // Труды Московского математического общества. — 1952. Т. 1. — С. 327—420; 1953. Т. 2. — С. 3—83.
- Обратная задача теории рассеяния. — Харьков, 1960. (в соавт. с З. С. Аграновичем)
- Краевые задачи в областях с мелкозернистой границей. — Киев, 1974. (в соавт. с Е. Я. Хрусловым)
- Операторы Штурма — Лиувилля и их приложения. — Киев, 1977.
- Нелинейные уравнения и операторные алгебры. — Киев, 1986.